# لذة (اسم)
لذة هو اسم علم مؤنث من أصل عربي، ومعناه هو الاكتفاء، الاستغناء، كثرة المال.

## وصلات خارجية
- موسوعة السلطان قابوس لأسماء العرب نسخة محفوظة 5 أبريل 2019 على موقع واي باك مشين.